# Paul Dhaille
Paul Dhaille est un homme politique français, né le 12 janvier 1951 aux Andelys (Eure), membre du Parti socialiste, du Parti radical de gauche puis des Radicaux de gauche.

## Vie politique
Paul Dhaille est professeur de collège.
Il est élu député de la cinquième circonscription de la Seine-Maritime le 21 juin 1981, réélu le 16 mars 1986, puis le 12 juin 1988 dans la sixième circonscription de la Seine-Maritime. Battu aux législatives de 1993, il est réélu le 1er juin 1997, avant de céder de nouveau son siège de la sixième circonscription, en juin 2002, à Denis Merville (UMP). 
Avant de s'investir au Havre, il est maire de Lillebonne de 1977 à 1999 et conseiller général du canton de Lillebonne de 1979 à 1992.
Après son exclusion du PS pour une querelle d'investitures, il rejoint le Parti radical de gauche en 2001. Cette même année, il est candidat à la mairie du Havre contre le maire RPR et le candidat du PCF Daniel Paul soutenu par le PS, mais n'obtient que la 3e place sous les couleurs du PRG. Élu conseiller municipal du Havre en 2001, il annonce, le 11 octobre 2007, qu'il démissionne de ce mandat pour se représenter aux élections municipales à Lillebonne, en mars 2008. À nouveau candidat (PRG) dans la sixième circonscription de la Seine-Maritime en juin 2007, il n'obtient au premier tour (étant ainsi éliminé) que 7,53 % des suffrages exprimés sur l'ensemble de la circonscription, alors qu'il en obtenait 21,98 % (arrivant ainsi en tête des candidats de gauche) dans la commune de Lillebonne. Il figure finalement en 11e position sur la liste d'union de la gauche conduite par le conseiller général PS Nicolas Beaussart qui l'emporte face à celle du maire sortant UMP Philippe Leroux et redevient ainsi conseiller municipal de cette commune.

## Vie personnelle
Son fils Gilles est professeur d'histoire géographie.